# Solvayhütte
La Solvayhütte (o Capanna Solvay) è un bivacco alpino situato nel comune di Zermatt, nel Canton Vallese, a 4.003 m s.l.m. È situato sulla Cresta dell'Hörnli del Cervino, la cresta nord-est, che costituisce la via normale svizzera.

## Storia
Il bivacco è stato inaugurato nel 1915.

## Caratteristiche e informazioni
Il bivacco è di proprietà del Club Alpino Svizzero. Ha 10 posti letto e serve solo come riparo d'emergenza: il rifugio principale per la salita al Cervino è infatti l'Hörnlihütte.

## Accesso
L'itinerario che porta alla struttura è di tipo escursionistico fino all'Hörnlihütte, poi ha carattere alpinistico (difficoltà AD).

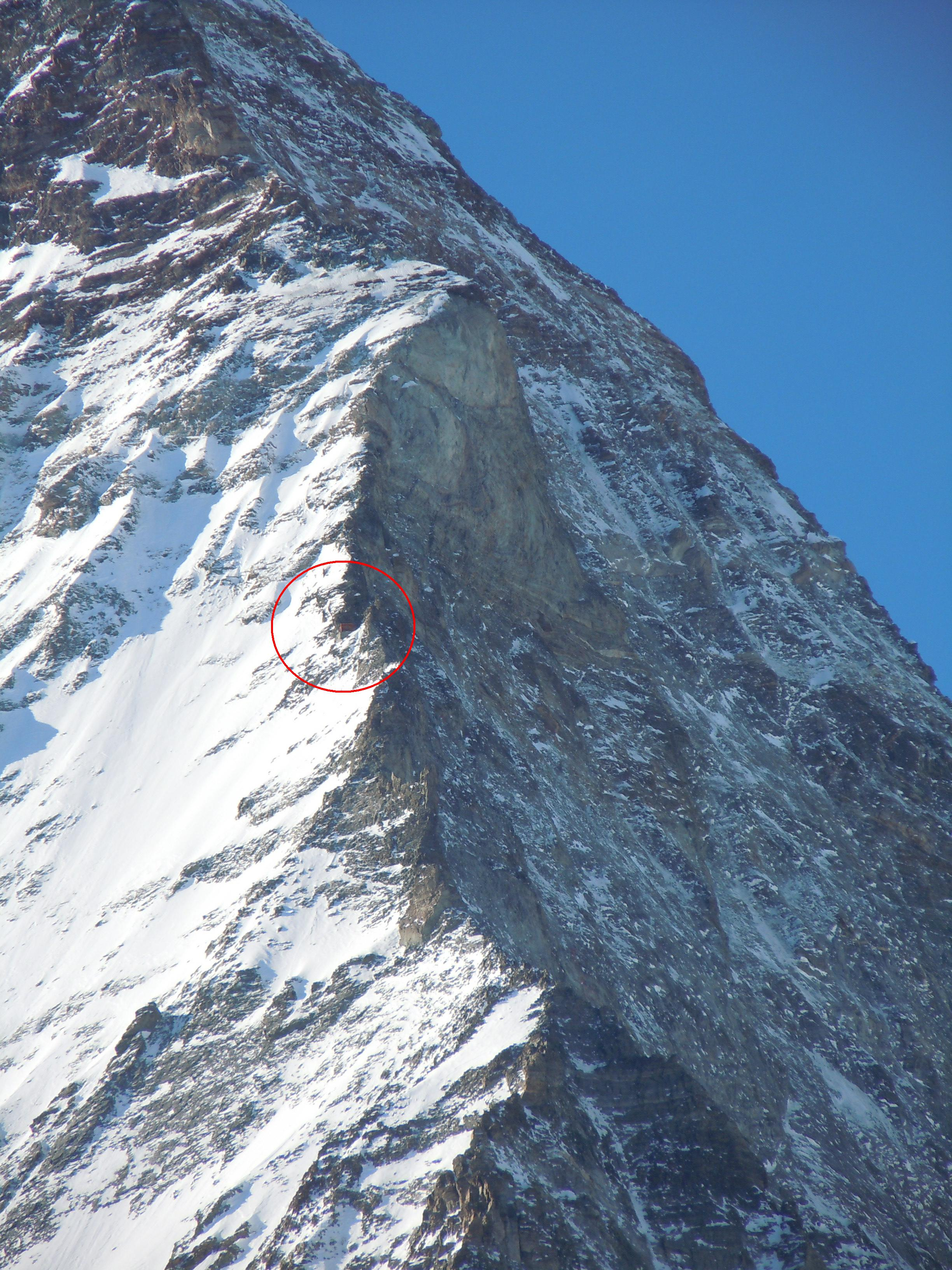
Posizione del rifugio sulla cresta